# Ex (éditeur de texte)
ex (raccourci de EXtended) est un éditeur ligne par ligne des systèmes UNIX, créé par William Joy en 1976, à partir d'un code antérieur de Charles Haley. La version originale de ex est une version améliorée de l'éditeur UNIX ed, incluse dans la Berkeley Software Distribution. ex est similaire à ed, à l'exception de quelques switches et options modifiés pour être plus convivial.